# Patreon
Patreon es un sitio web de micromecenazgo para proyectos creativos, fundado en 2013 por el músico Jack Conte (Pomplamoose) y el desarrollador Sam Yam, ambos afincados en San Francisco (Estados Unidos). Los usuarios que están inscritos en la plataforma pueden recibir dinero de los usuarios de forma periódica, bien con una cuota de suscripción o con donaciones por una obra concreta.
El portal está dirigido a creadores de cultura que suben contenido a internet de forma regular, entre ellos dibujantes, historietistas, escritores, músicos, podcasters, videoblogueros y youtubers. De este modo, pueden recibir financiación para sus proyectos directamente de sus seguidores. La empresa se queda a cambio con un 5% sobre cada pago realizado.
Desde su fundación, Patreon cuenta con más de 100 000 creadores de contenido, 2 000 000 de donantes, y más de 150 millones de dólares en contribuciones. La plataforma ha podido consolidar su modelo de negocio gracias al apoyo de varios fondos de inversión.

## Invasión rusa de Ucrania
Durante la invasión rusa de Ucrania en 2022, Patreon mantuvo sus negocios en Rusia a pesar de la presión internacional sobre las empresas occidentales que operan en Rusia para cesar sus operaciones allí. Al principio de la invasión rusa de Ucrania, Patreon cerró una cuenta importante de Ucrania dirigida por una organización benéfica llamada Comeback Alive, que recaudaba dinero para ayudar a los voluntarios y divisiones de veteranos debido a su financiación y formación de personal militar. El 15 de febrero de 2024, Patreon eliminó la cuenta de Artur Rehi, un bloguero de video militar. Patreon afirmó que "discurso de odio" fue una de las razones para la eliminación, debido a la referencia de Rehi a los rusos en los territorios ocupados de Ucrania como "Ocupantes". La otra razón fue "financiamiento militar", a pesar de que Rehi canalizó todas las donaciones a través de Rotary Club.